# Баотоу
Баотоу — найбільше місто і промисловий центр Внутрішньої Монголії, розташоване на півночі Китаю.

## Географія
Баотоу розташоване в західній частині Внутрішньої Монголії. Місто розташоване на лівому березі однієї з найбільших річок Азії Хуанхе.
Через місто проходить гірський хребет. Все місто можна поділити на три частини: Гори і горби (центральна частина), плато і долина (на півночі від гір) і рівнини (на півдні).

### Клімат
Місто знаходиться у зоні, котра характеризується кліматом помірних степів. Найтепліший місяць — липень із середньою температурою 23.3 °C (74 °F). Найхолодніший місяць — січень, із середньою температурою -12.8 °С (9 °F).
| Клімат Баотоу           | Клімат Баотоу | Клімат Баотоу | Клімат Баотоу | Клімат Баотоу | Клімат Баотоу | Клімат Баотоу | Клімат Баотоу | Клімат Баотоу | Клімат Баотоу | Клімат Баотоу | Клімат Баотоу | Клімат Баотоу | Клімат Баотоу |
| Показник                | Січ.          | Лют.          | Бер.          | Квіт.         | Трав.         | Черв.         | Лип.          | Серп.         | Вер.          | Жовт.         | Лист.         | Груд.         | Рік           |
| Абсолютний максимум, °C | 2             | 12            | 21            | 28            | 32            | 37            | 37            | 35            | 30            | 26            | 13            | 5             | 37            |
| Середній максимум, °C   | −6            | 0             | 8             | 16            | 22            | 28            | 29            | 26            | 21            | 14            | 3             | −3            | 13            |
| Середня температура, °C | −12           | −7            | 1             | 8             | 14            | 20            | 23            | 20            | 14            | 7             | −3            | −9            | 6             |
| Середній мінімум, °C    | −19           | −14           | −5            | 1             | 7             | 13            | 17            | 14            | 7             | 1             | −9            | −16           | 0             |
| Абсолютний мінімум, °C  | −28           | −28           | −22           | −11           | −2            | 5             | 10            | 7             | −2            | −10           | −21           | −28           | −28           |
| Вологість повітря, %    | 50            | 50            | 43            | 39            | 37            | 46            | 59            | 66            | 58            | 55            | 51            | 55            | 51            |
| ----------------------- | ------------- | ------------- | ------------- | ------------- | ------------- | ------------- | ------------- | ------------- | ------------- | ------------- | ------------- | ------------- | ------------- |
| Джерело: Weatherbase    |               |               |               |               |               |               |               |               |               |               |               |               |               |

## Адміністративний поділ
Префектура поділяється на 6 районів, 1 повіт і 2 хошуни:
| Карта | Карта               | Карта              | Карта            |
| --- | ------------------- | ------------------ | ---------------- |
| Дархан-Мумінган – · Сполучений стяг ① Гуян ② ③ ④ ⑤ Шигуай Тумед – · Правий стяг ① Баян-Обо ② Цзююань ③ Хундлун ④ Ціншань ⑤ Дунхе |                     |                    |                  |
| Статус | Назва               | Оригінал           | Населення (2020) |
| Район | Баян-Обо            | 白云鄂博矿区       | 22 681           |
| Район | Дунхе               | 东河区             | 484 218          |
| Район | Хундлун             | 昆都仑区           | 787 681          |
| Район | Ціншань             | 青山区             | 719 255          |
| Район | Цзююань             | 九原区             | 245 190          |
| Район | Шигуай              | 石拐区             | 24 745           |
| Повіт | Гуян                | 固阳县             | 118 624          |
| Хошун | Дархан-Мумінган     | 达尔罕茂明安联合旗 | 69 563           |
| Хошун | Тумед – Правий стяг | 土默特右旗         | 237 421          |

## Історія
Місцевість навколо Баотоу вперше привернула увагу під час будівництва залізниці Пін-Суй 1923 року. 3 липня 1927 року китайський геолог Дін Даохен дослідив цю територію і знайшов великі поклади руд, що обіцяли, що місто Баотоу стане потужним металургійним центром в майбутньому. До 1945 року Баотоу було маленьким містечком з населенням меншим 100 тис. осіб.
Після утворення Народної Китайської Республіки місто вступило в нову фазу розвитку. За період 1949–1959 років у місті були засновані підприємства по видобування заліза, алюмінію, а також машинобудівні заводи і електростанції.
Баотоу — місто, що мало один із найшвидших темпів розвитку.